# Zespół klasztorny Sióstr Miłosierdzia w Chełmnie
Zespół klasztorny Sióstr Miłosierdzia w Chełmnie – dawny klasztor cysterek, następnie benedyktynek, obecnie Sióstr Miłosierdzia przy ul. Dominikańskiej 40 w Chełmnie.

## Historia
Klasztor cysterek założony ok. 1266 r. z nadania Bertolda z Czystego i jego żony Krystyny. W 1267 r. na prośbę biskupa chełmińskiego Fryderyka von Hausen mistrza krajowego Ludwika von Baldensheim burmistrz i rada miejska nadają mniszkom 4 działki budowlane wraz z bramą miejską. Klasztor otrzymał na swe utrzymanie liczne posiadłości wiejskie. Ostatni dokument mówiący o cysterkach pochodzi z 1429 r., pierwszy określający zakonnice jako benedyktynki z 1483. W XVI w. pod wpływem reformacji konwent przechodzi głęboki kryzys zażegnany poprzez wstąpienie w 1579 r. Magdaleny Mortęskiej. Dzięki niej klasztor stał się centrum tzw. kongregacji chełmińskiej, obejmującej większość konwentów w Polsce. W XVII w. do klasztoru należało 29 wsi w okolicach Chełmna i Świecia, spustoszonych podczas najazdu szwedzkiego 1626–1629. Klasztor benedyktynek został skasowany przez Prusaków w 1821 r. Budynki otrzymało zgromadzenie Sióstr Miłosierdzia, związane z Chełmnem od 1694 r. Siostry prowadziły tu szkołę (do czasów Kulturkampfu w 1875 r.) i szpital, w 1863 znalazła się tu siedziba prowincji zakonnej i nowicjatu. Również obecnie siostry prowadzą dom opieki.

## Architektura
Klasztor znajduje się w północno-zachodnim narożniku Starego Miasta, na skraju wysokiej skarpy pradoliny Wisły. Dzięki swemu położeniu jest jednym z ważniejszych elementów malowniczej panoramy Chełmna. Gotycki kościół pw. św. Jana Chrzciciela i św. Jana Ewangelisty jest budowlą ceglaną, jednonawową, 4-przęsłową, z pięcioboczną zamkniętą częścią prezbiterialną. Kościół jest oszkarpowany, od zachodu wznosi się wysoki szczyt, zwieńczony wieżyczką z początku XVII w. Korpus jest dwukondygnacyjny, dzięki wbudowaniu obszernej murowanej empory zakonnej. Wnętrze kryte jest sklepieniem gwiaździstym, niska część pod emporą – krzyżowym, wspartym na 2 filarach. Przypuszcza się, że budowę części dolnej zakończono w latach ok. 1310-1320, części górnej ok. 1330-1340. Budowę kończył warsztat zatrudniony przy wznoszeniu miejscowej fary. W 1595 r. do prezbiterium dobudowano od północy kaplicę grobową zakonnic, a od południa kaplicę św. Michała. W skład zachowanego północnego skrzydła klasztornego włączono tzw. Wieżę Mestwina, być może pozostałość nieukończonej siedziby krzyżackiej z 3 ćwierci XIII w. Skrzydła wschodnie i zachodnie uległy silniejszym przekształceniom. W XVII w. klasztor został gruntownie przebudowany. W XIX w., obok przebudowy wielu partii na potrzeby nowego zgromadzenia, na miejscu starszego wzniesiono wzdłuż ulicy neogotyckie skrzydło południowe z charakterystyczną wysoką wieżą (1897-1899).

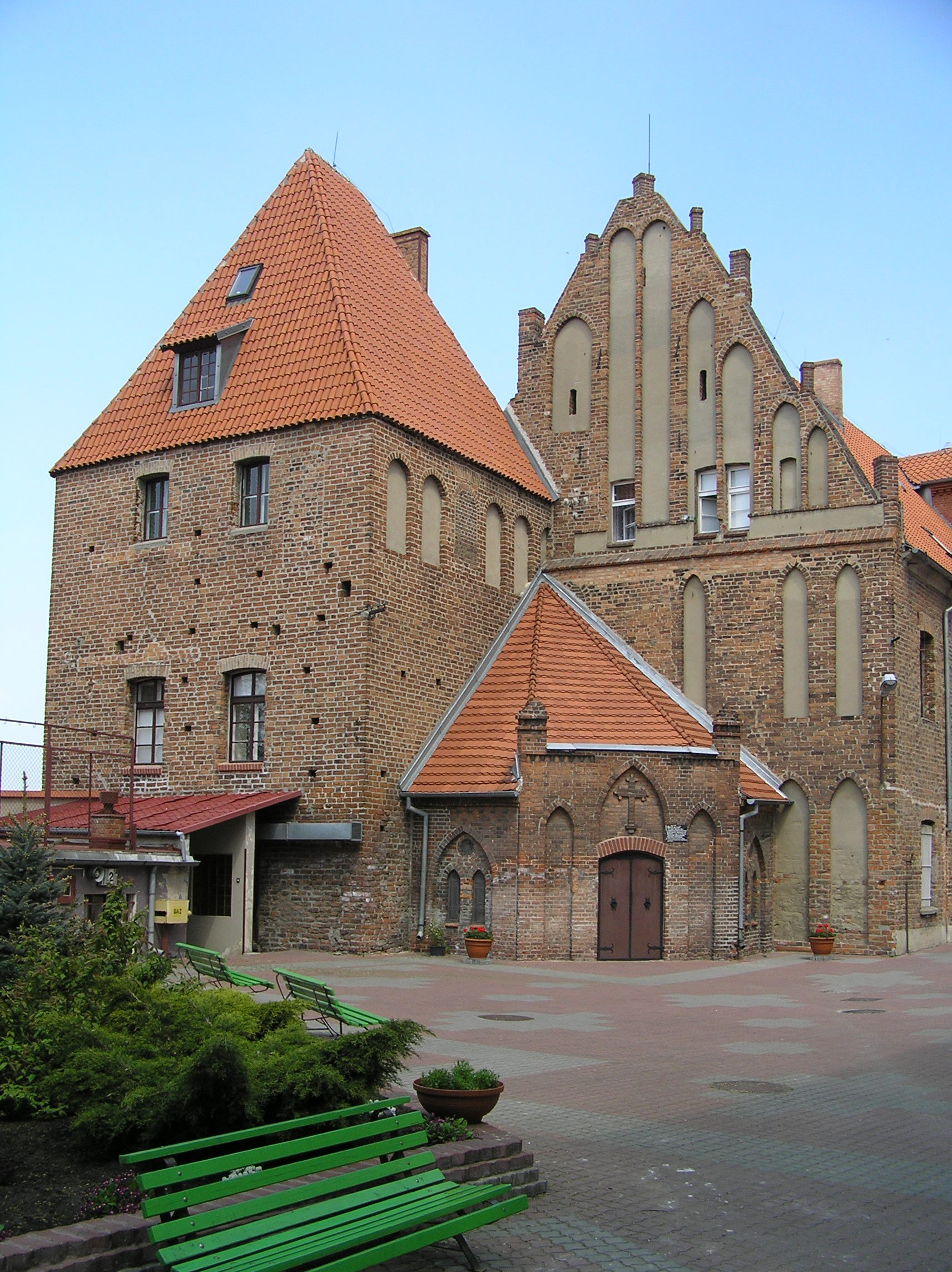
Wieża Mestwina

## Wyposażenie
Płyta nagrobna mieszczanina Arnolda Lischorena zmarłego w 1275 r., przywieziona z Flandrii jest jednym z najstarszych zabytków rzeźby na Pomorzu. Przed połową XIV w. powstały zworniki sklepienne, a w połowie wieku malowidła ścienne na emporze zakonnej – cykl Pieśni nad pieśniami, o mistycznej ikonografii, wyjątkowej w skali europejskiej (ich treści badał m.in. prof. Jeffrey Hamburger). Figura Chrystusa w grobie - Ukrzyżowanego (o ruchomych ramionach), ze schyłku XIV w., zapewne została przeniesiona z kościoła franciszkanów. Z czasów ksieni Mortęskiej pochodzą organy, których prospekt malował malarz Jan Krüger w 1619 r. On też malował portrety dobrodziejów zakonu. Zachowały się ponadto manierystyczne stalle z 1595 r., intarsjowana ambona (1596-1597), kamienne epitafium zakonne (1599) i portal południowy świątyni (1619). W połowie XVII w. pojawiły się interesujące obrazy MB Bolesnej (Pietà) i malowana na blasze Madonna z Dzieciątkiem oraz wizerunek matki Mortęskiej z 1658 r. Ołtarz główny i 2 boczne w prezbiterium świadczą o bujnym rozwoju snycerki chełmińskiej w początkach XVIII w., 2 dalsze ołtarze wykonano w połowie XVIII w. Na ołtarzu św. Wincentego spoczęły relikwie bł. Jana Łobdowczyka przeniesione z kościoła franciszkanów. Stamtąd pochodzi też obraz św. Antoniego, niegdyś otaczany kultem.

## Galeria

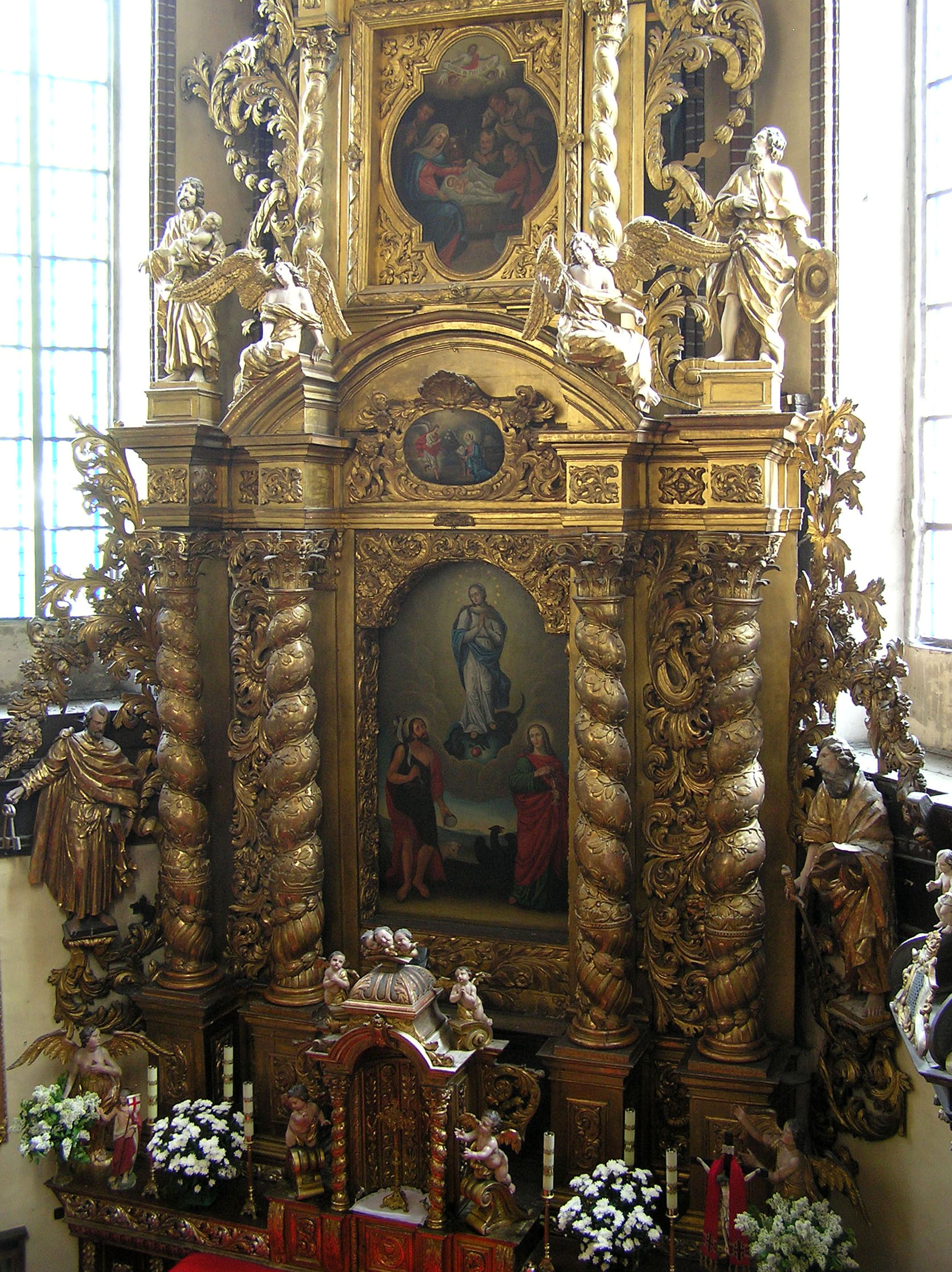
Ołtarz główny
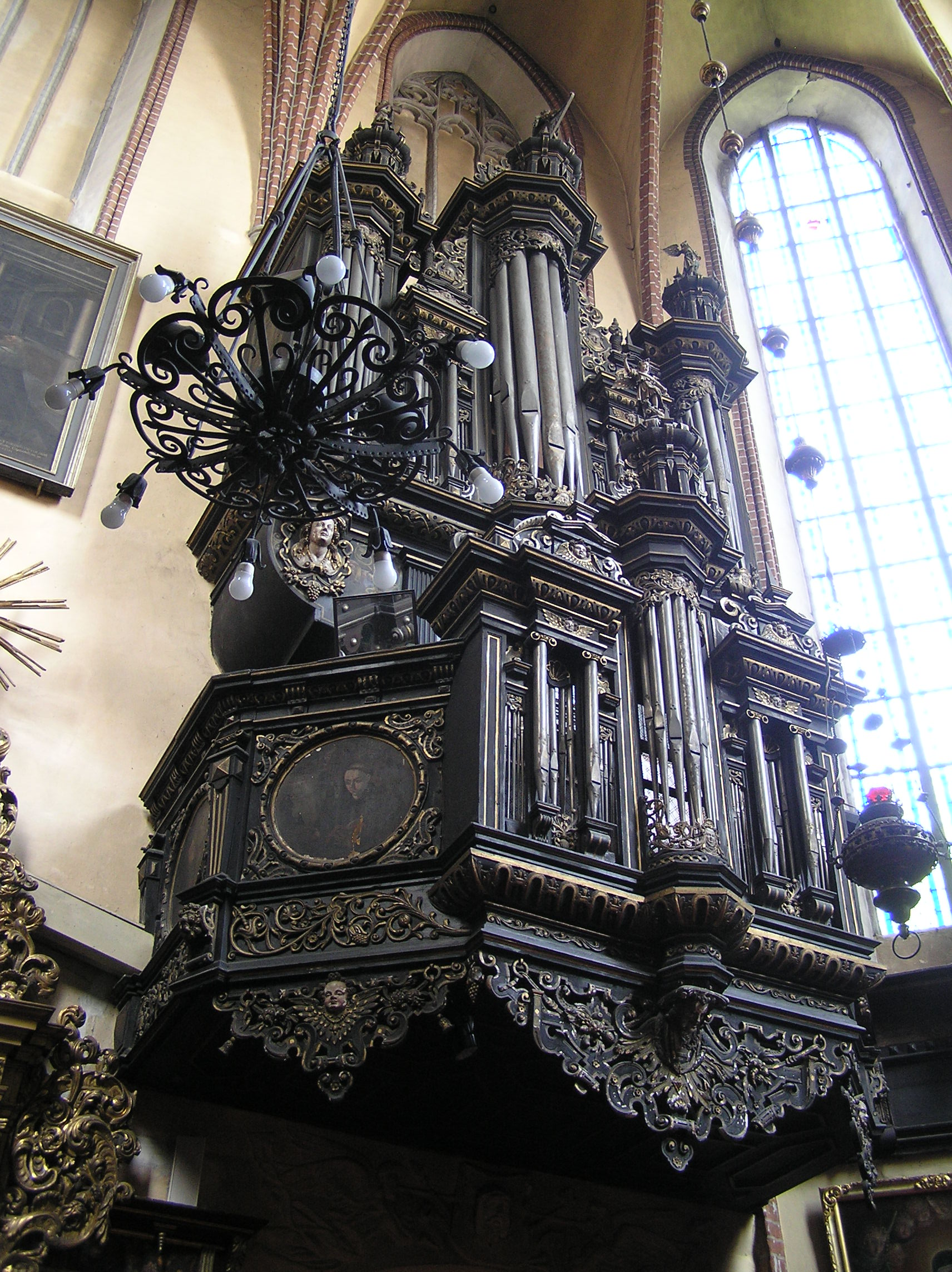
Prospekt organowy
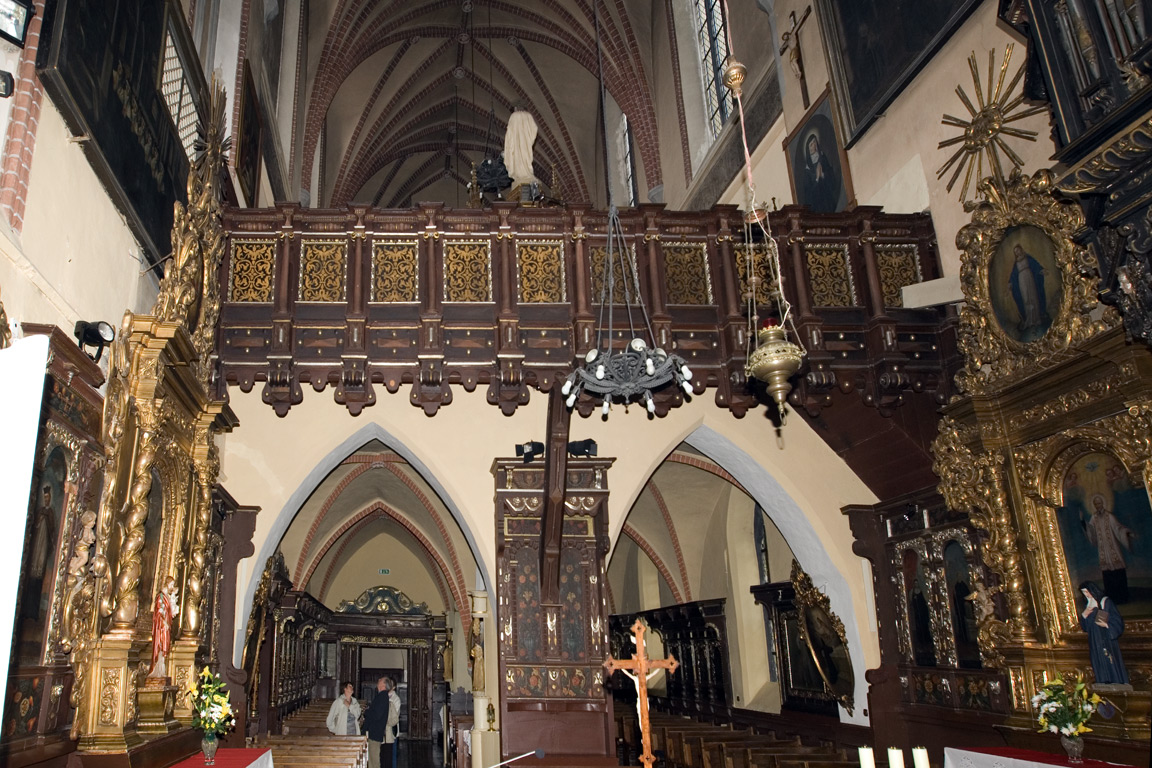
Dwukondygnacyjne wnętrze kościoła
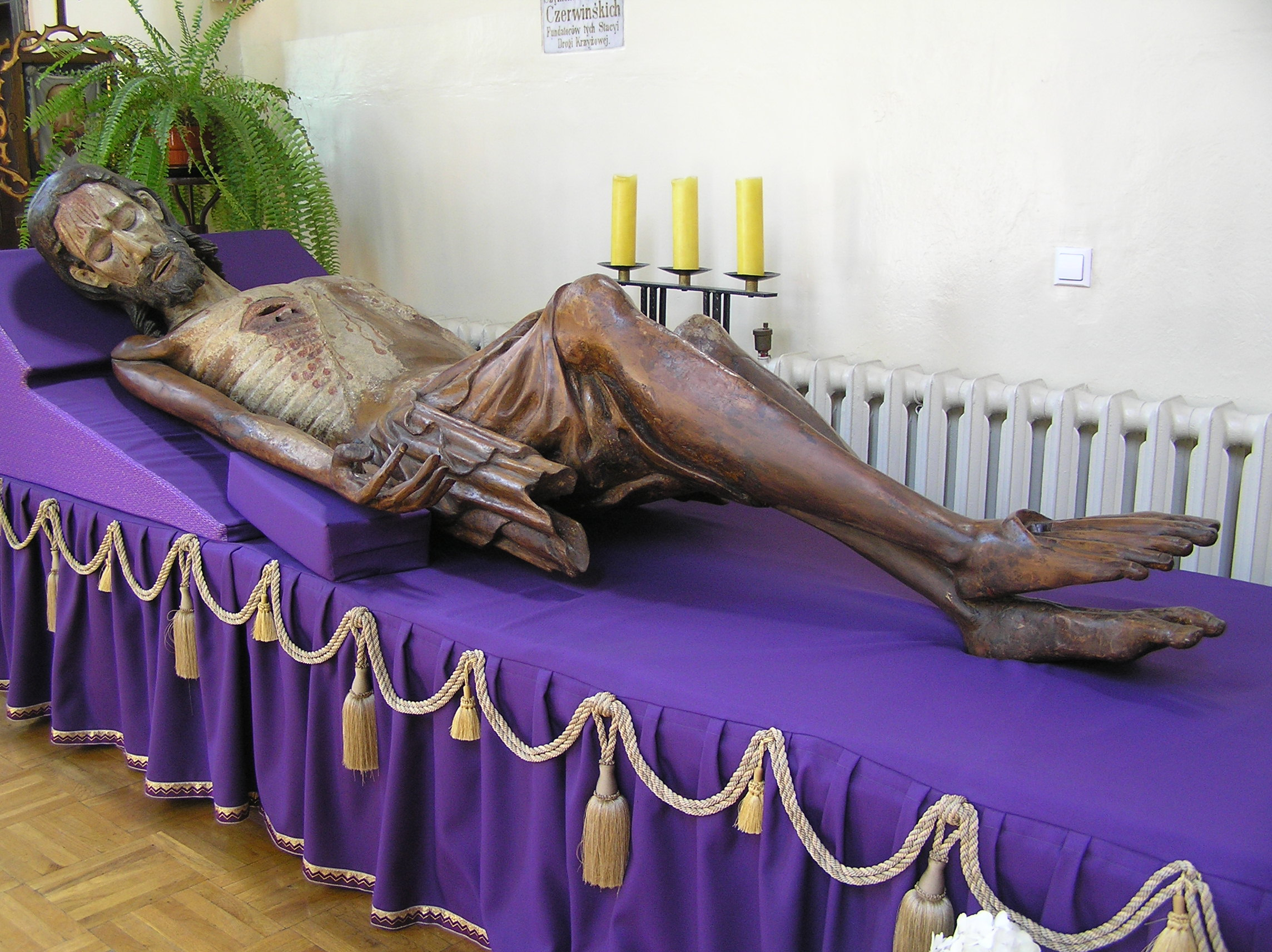
Figura Chrystusa w grobie (o ruchomych ramionach), XIV w.
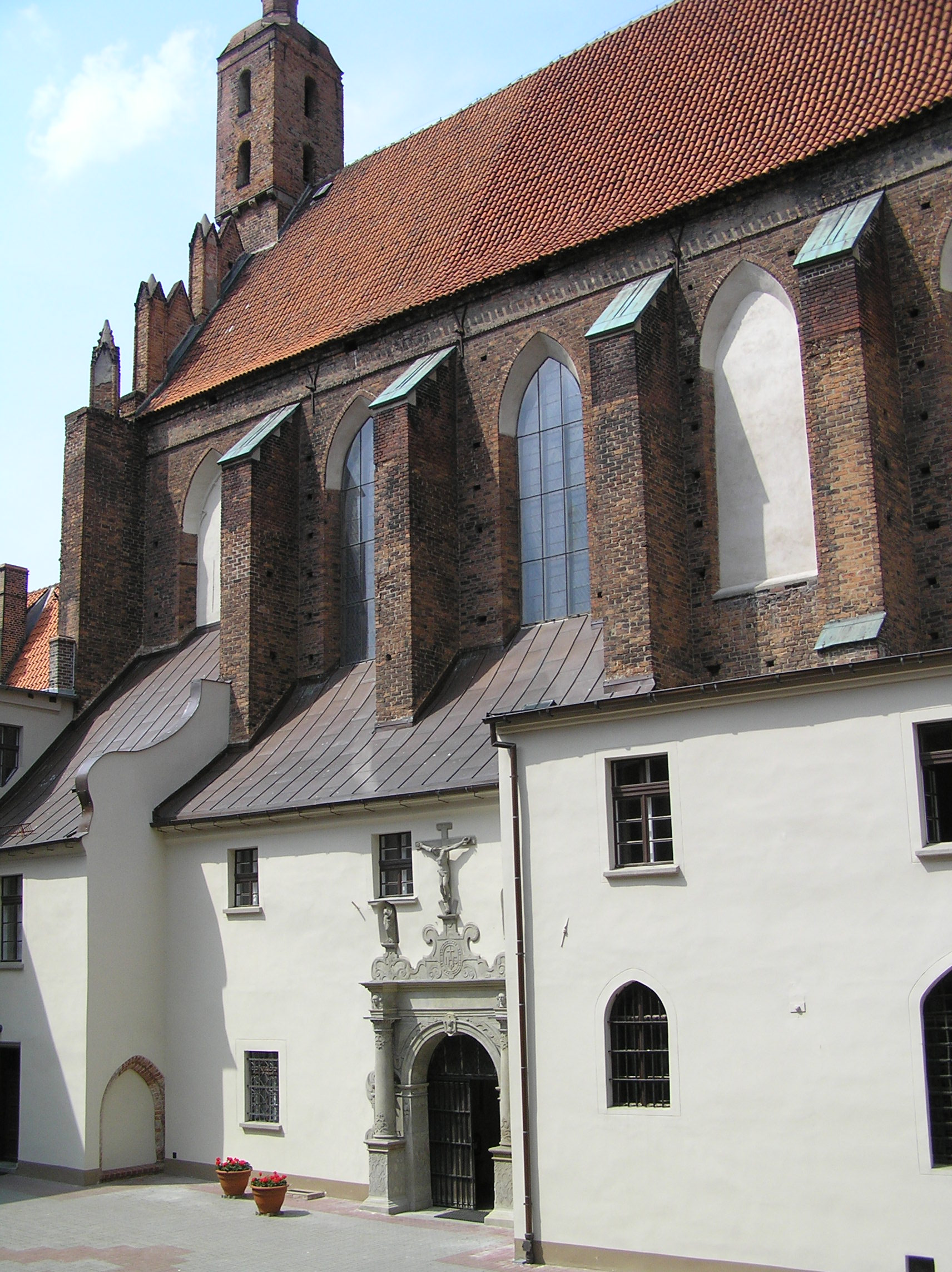
Kościół klasztorny, elewacja płd.
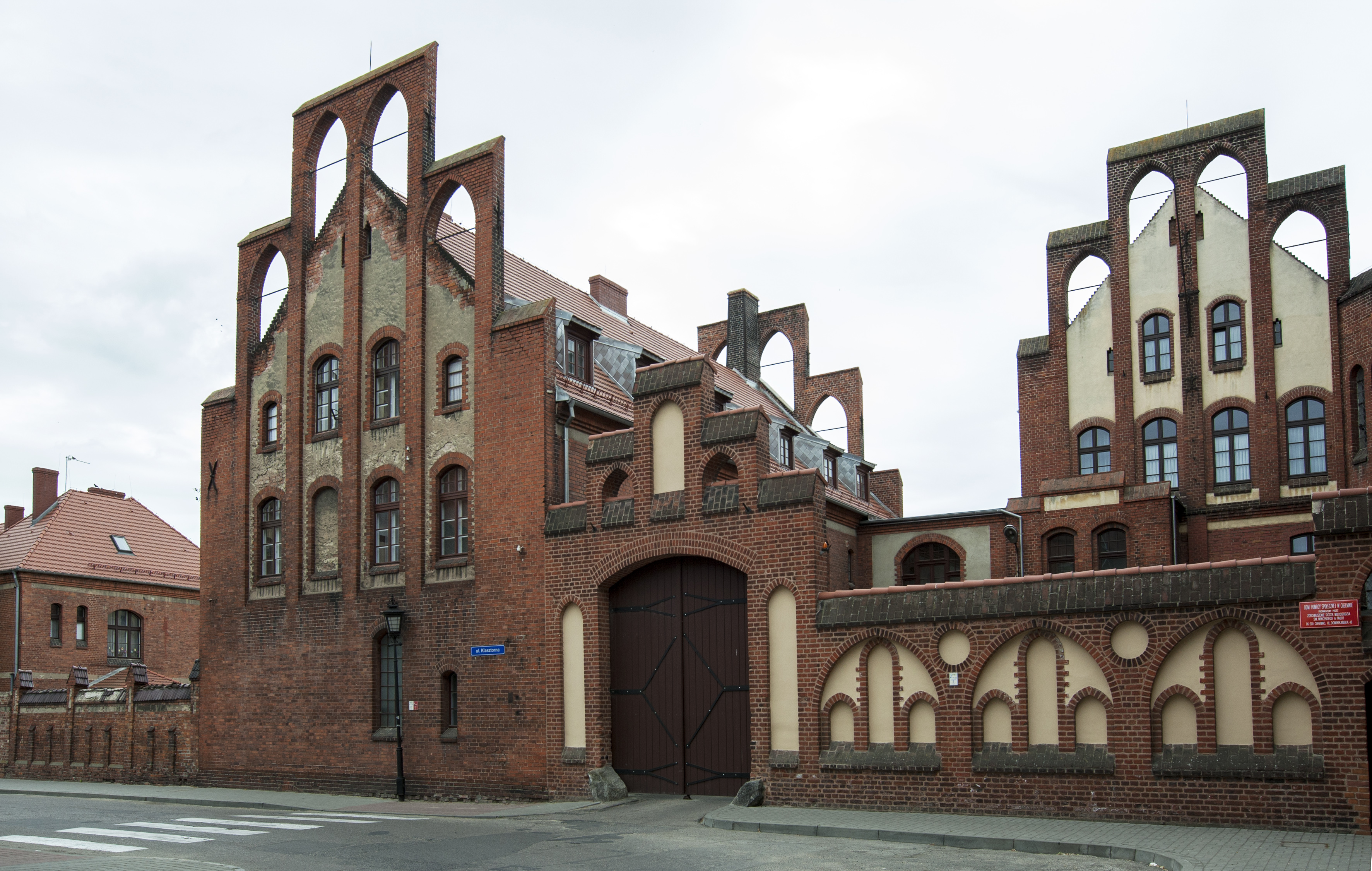
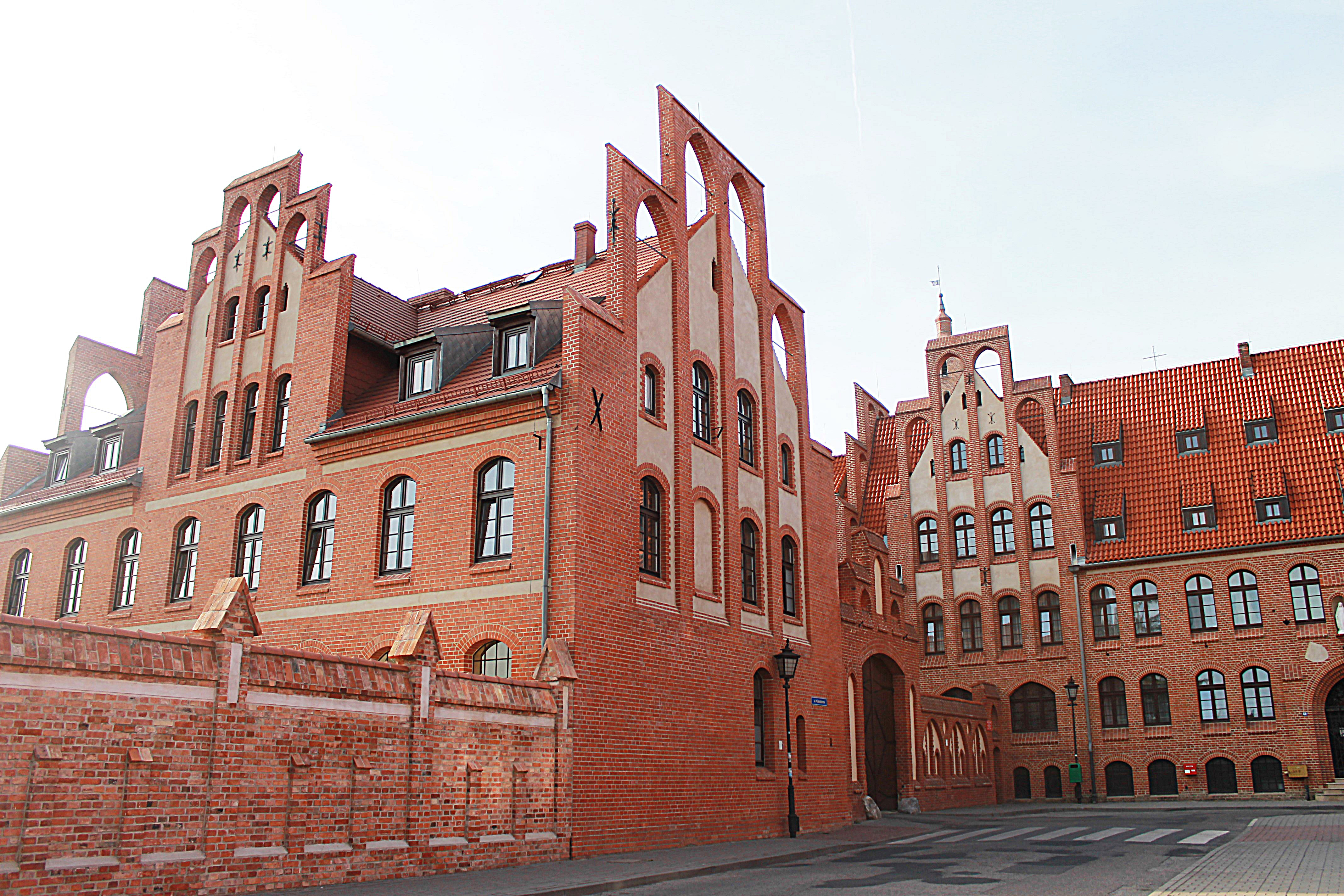
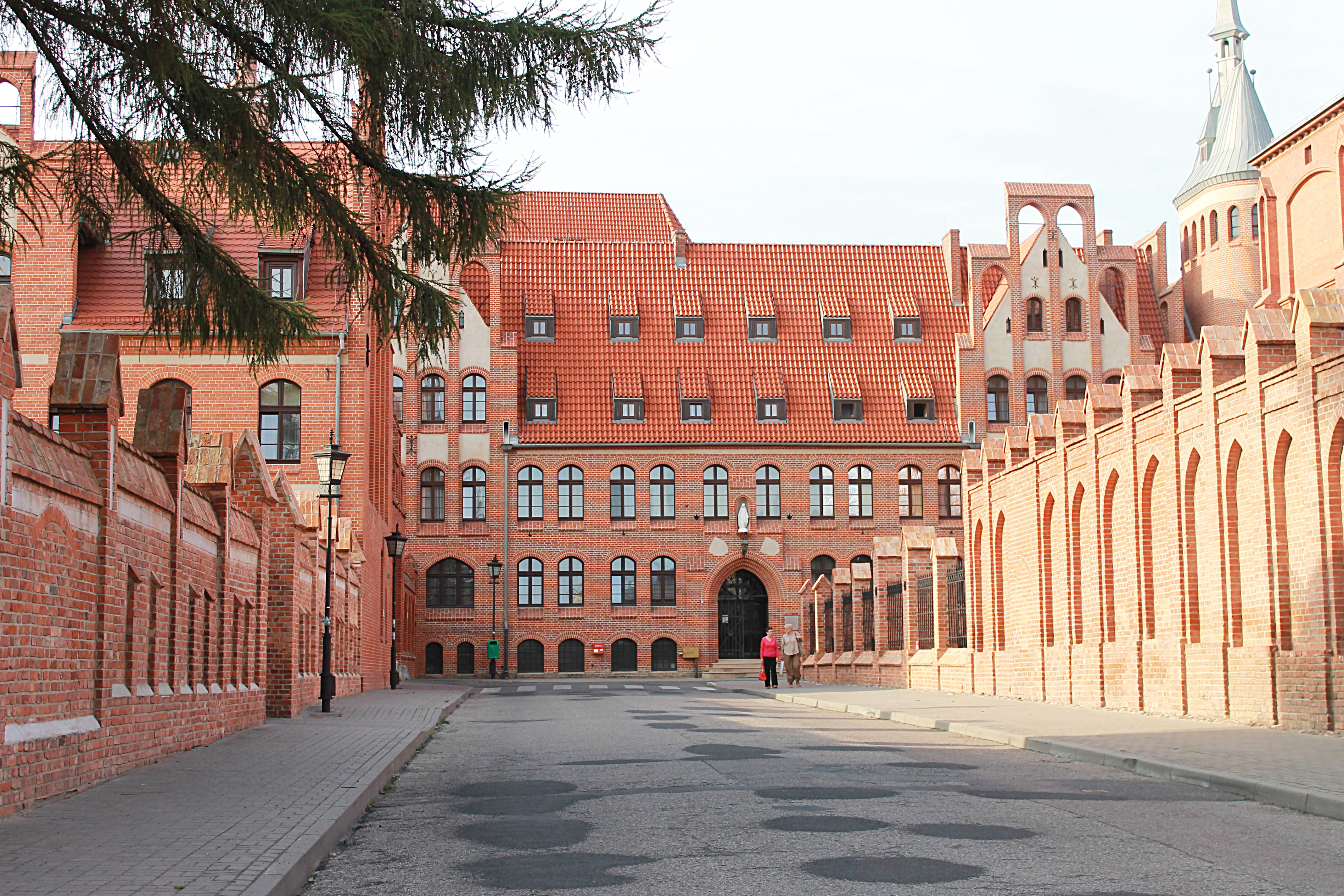